# Naar Hr. Bessermachen arbejder
Naar Hr. Bessermachen arbejder er en dansk stum komediefilm fra 1911 produceret af Nordisk Films Kompagni. Filmens instruktør er ukendt.
Filmen er også angivet som havende de danske titler Herr Bessermachen vil helst selv! og Wolder ferniserer og den tyske titel Frisch Gestrichen. Filmen havde dansk premiere den 14. februar 1911 i Royal-Biografen.

## Handling
Hr. Bessermachen er en irriterende type, der altid vil gøre alting selv. Han skal fernisere sit gulv, men han fortryder nok, at han ikke antog en rigtig håndværker til opgaven ...

## Medvirkende
- Sofus Wolder
- August Blom
- Emilie Sannom
- Edmund Østerby
- Robert Krause
- Vilhelm Rasmussen